# Sergio Livingstone

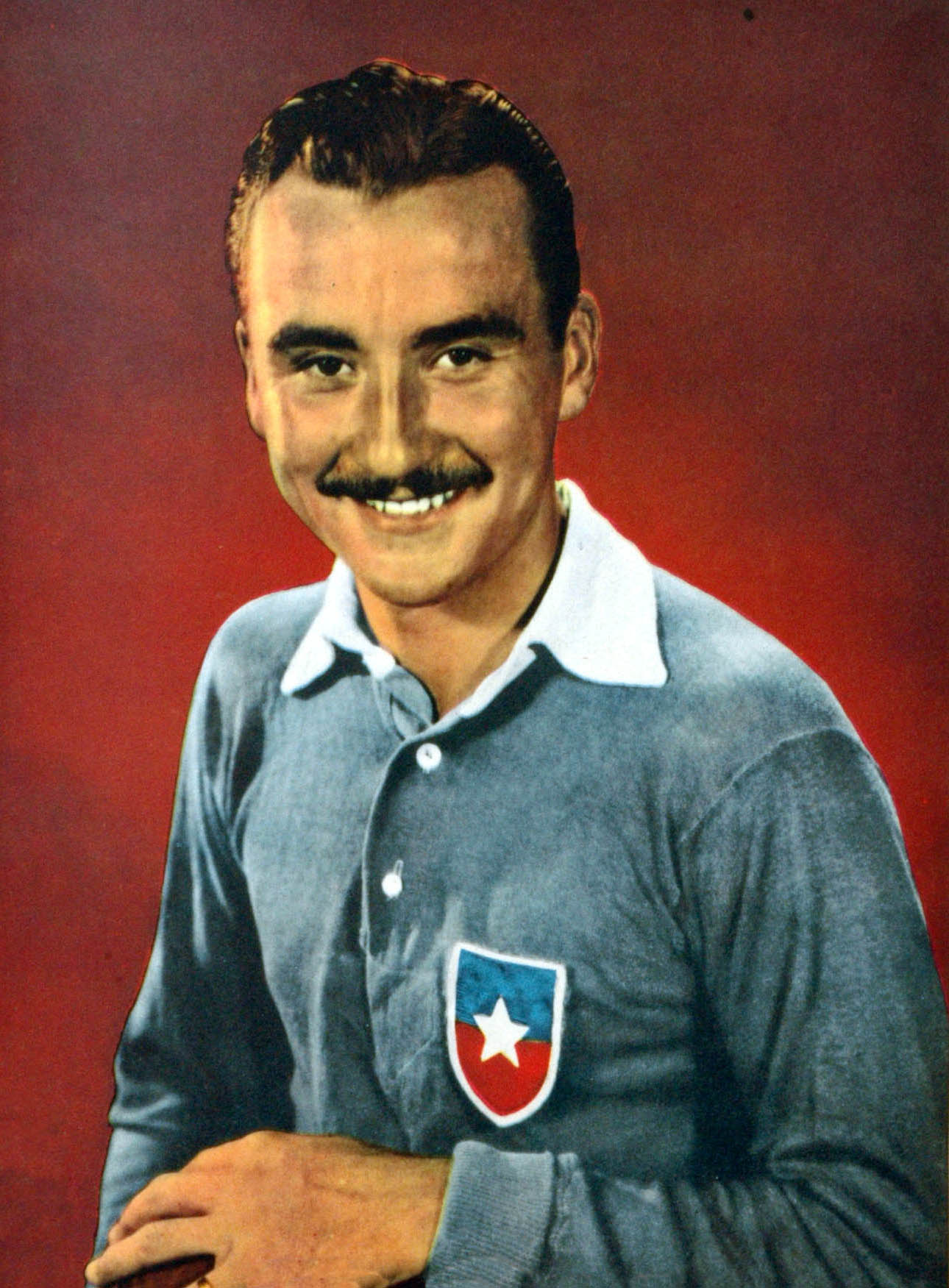
Sergio Livingstone

Sergio Roberto Livingstone Pohlhammer, född 26 mars 1920 i Santiago, död 11 september 2012 i Santiago, mer känd som Sergio Livingstone, var en chilensk fotbollsspelare och senare sportkommentator på TVN Chile. Han spelade för det chilenska fotbollslandslaget på 1950-talet som målvakt, och kallades för Sapo ("grodan" på spanska) på grund av sin agilitet som målvakt.